# Kamaz
JSC KAMAZ (em russo:  Камский Автомобильный Завод – КАМАЗ, transl. Kamskiy Avtomobilny Zavod) é uma marca russa de caminhões e motores localizada em Naberejnye Tchelny.
A KAMAZ foi aberta em 1976 e seus modelos são exportados para muitas regiões do mundo, como a CEI, América Latina, Oriente Médio e África. A KAMAZ é o maior produtor de caminhões da Rússia e da CEI, com sua fábrica produzindo 43.000 caminhões por ano (2014). Seus caminhões são famosos por vencerem o Rali Dakar.
A receita da empresa na Rússia em 2016 foi de 1,3 bilhão de euros.

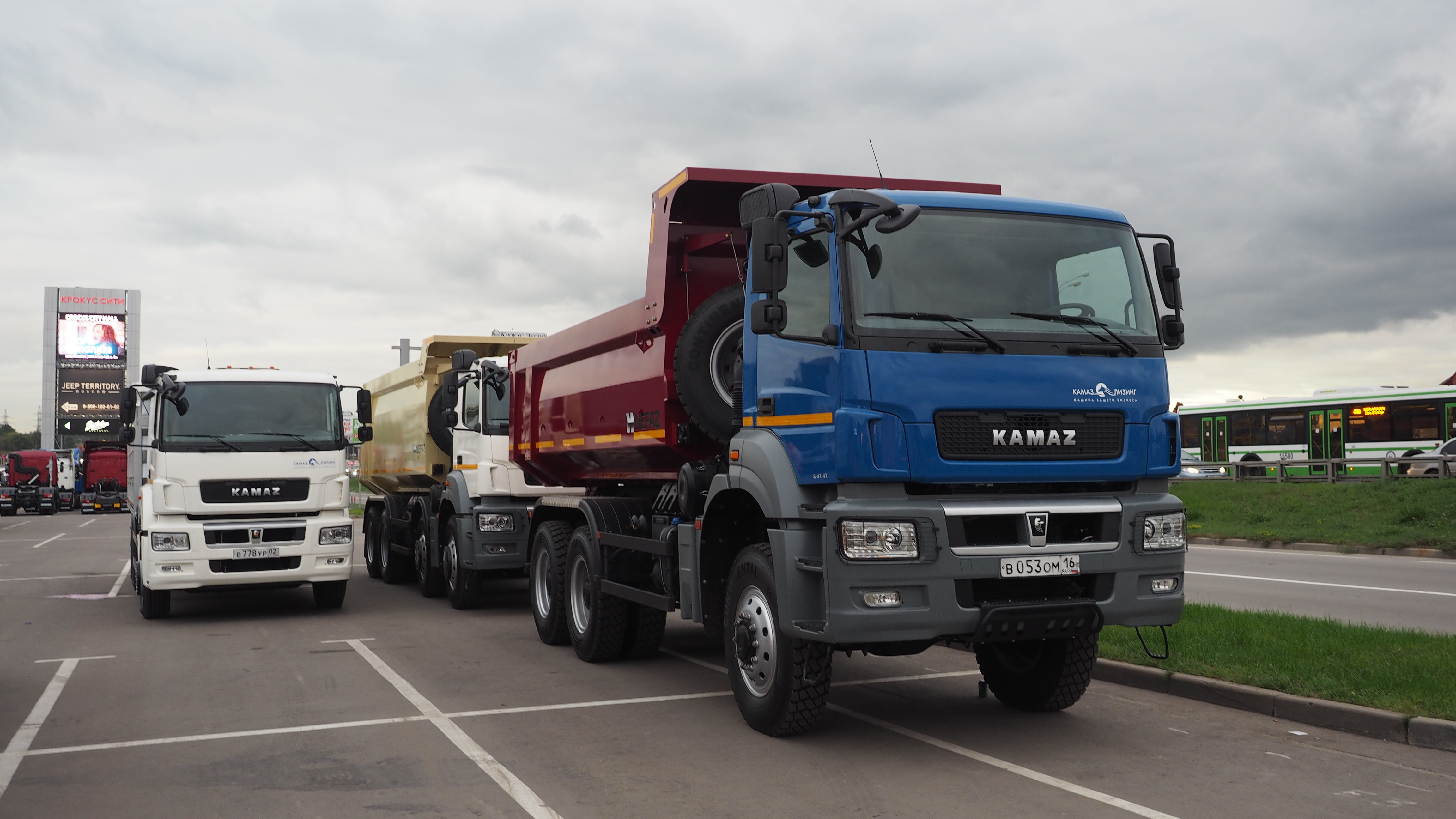
Caminhões da família Kamaz 6580

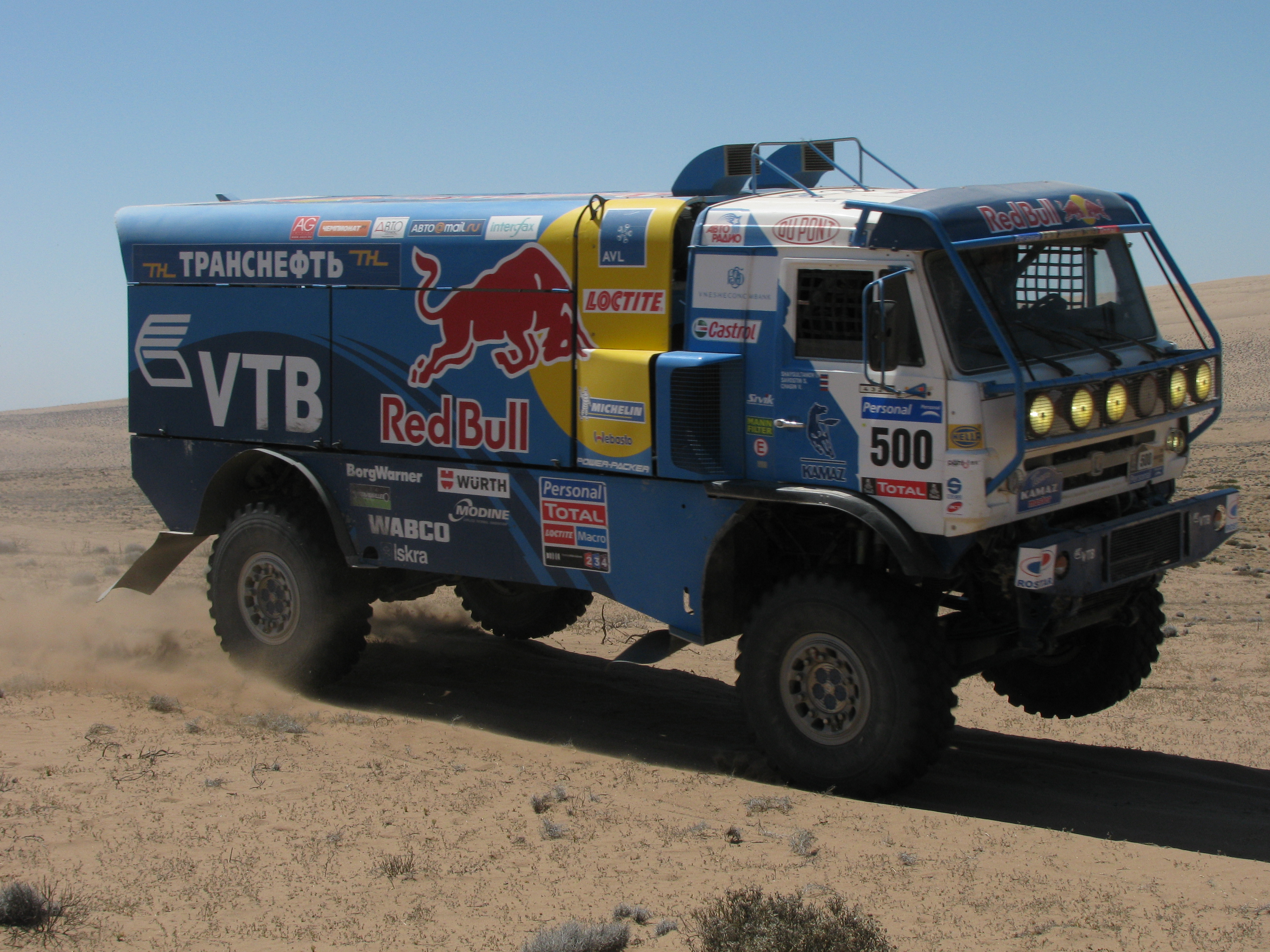
Caminhão Kamaz 43269, no Rali Dakar de 2011 em Copiapó, no Chile.